# Angraecum distichum
Angraecum distichum är en orkidéart som beskrevs av John Lindley. Angraecum distichum ingår i släktet Angraecum och familjen orkidéer. Inga underarter finns listade i Catalogue of Life.

## Bildgalleri

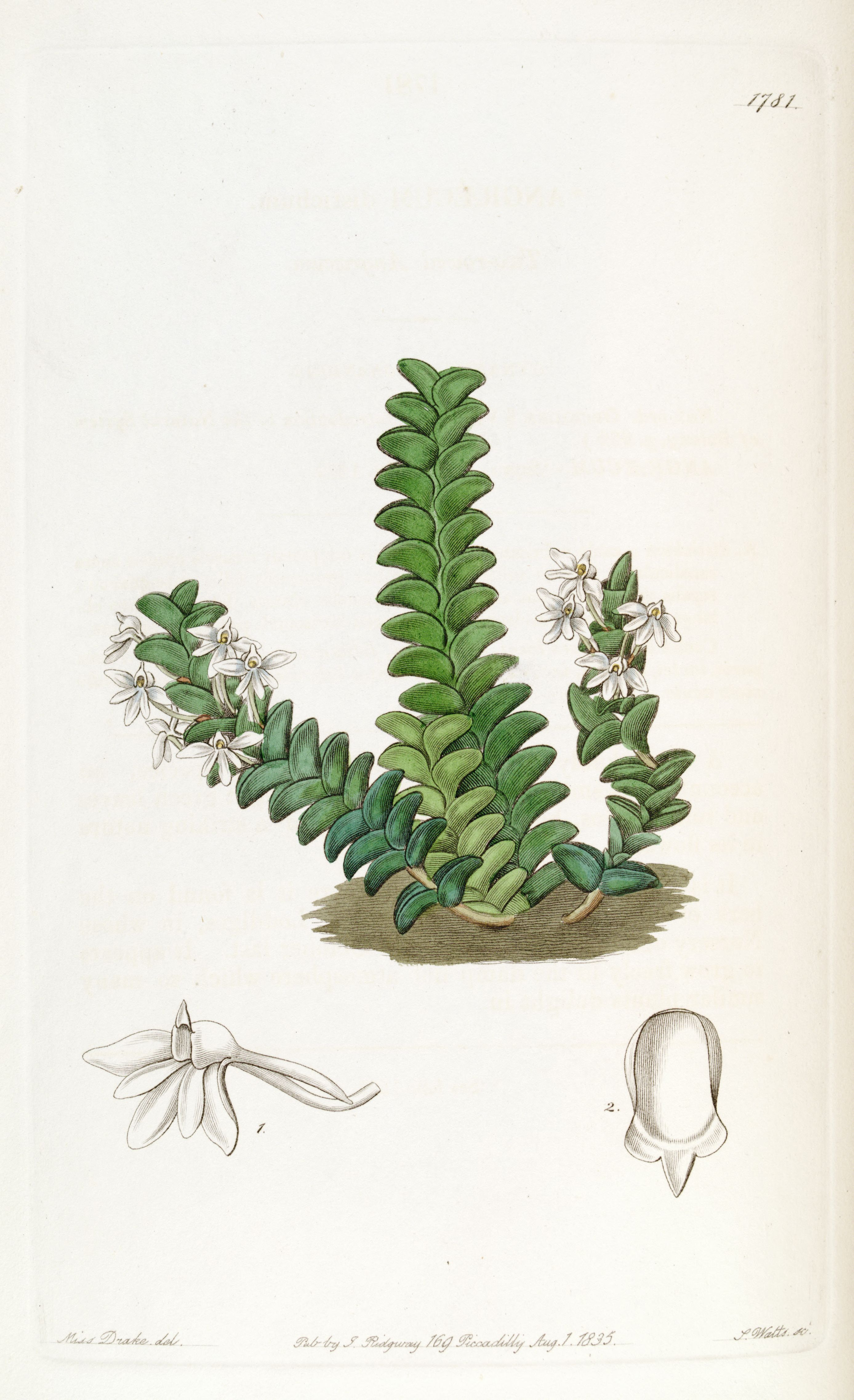
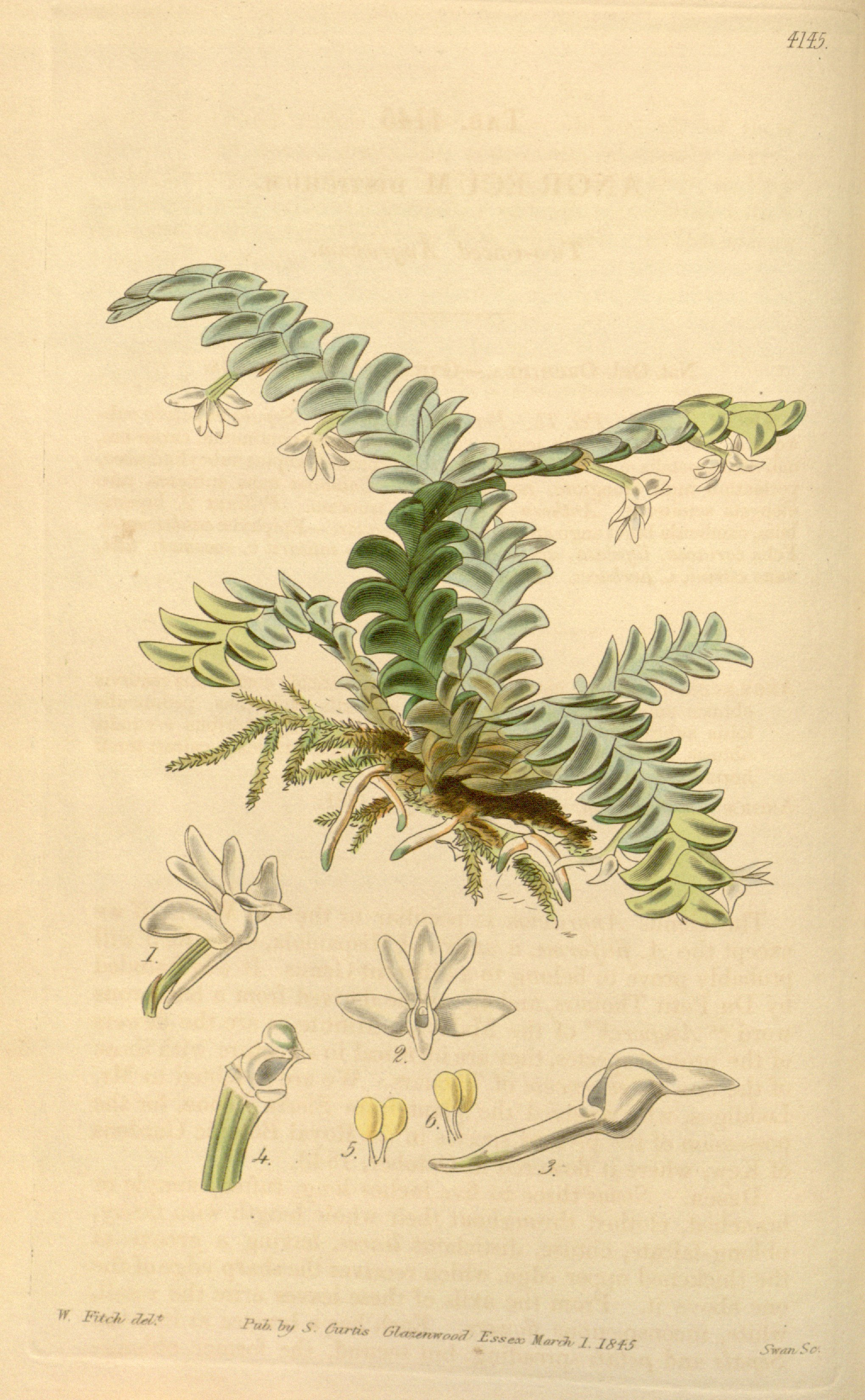